# Józef Milewski (1859–1916)
Józef Milewski herbu Ślepowron (ur. 20 marca 1859 w Poznaniu, zm. 16 stycznia 1916 w Kijowie) – polski prawnik, poseł na Sejm VIII, IX  i X kadencji (1901–1914) i Rady Państwa, profesor Uniwersytetu Jagiellońskiego, dyrektor Banku krajowego

## Życiorys
Syn Witolda i Józefy z Sarnowskich. Ukończył poznańskie gimnazjum Marii Magdaleny. Studiował prawo w Krakowie, Berlinie. Stopień doktora praw zdobył w 1883 w Lipsku. Po ukończeniu studiów wyjechał do Hamburga, Paryża i Warszawy. Habilitował się na Uniwersytecie Jagiellońskim w 1887, w 1888 został profesorem nadzwyczajnym ekonomii i skarbowości na Wydziale Prawa UJ, w roku 1892 awansował na profesora zwyczajnego.  W roku 1895/6 dziekan Wydziału prawniczego. W 1906 roku przeszedł na emeryturę. Był posłem do sejmu i Rady Państwa, od 1896 roku członkiem krakowskiej Akademii Umiejętności. Po reorganizacji Banku krajowego w 1906 roku powołany na stanowisko dyrektora. Członek i działacz Galicyjskiego Towarzystwa Gospodarskiego, członek jego Komitetu (10 czerwca 1909 - 28 czerwca 1913).
Wybrany posłem do Sejmu Krajowego z I kurii z obwodu krakowskiego. Złożył mandat w styczniu 1912 roku. Wybrany w tym samym roku posłem z I kurii obwodu stanisławowskiego (poparty przez Tadeusza Cieńskiego).
W latach 1894–1900 poseł do Rady Państwa z okręgu Żółkiew–Rawa Ruska–Sokal.
W 1915 został przez Rosjan wraz z częścią Banku wywieziony do Kijowa. Pochowany w Kijowie.

## Wybrane prace
- W sprawie utrzymania ziemi w naszem ręku (1884)
- O kredycie rolniczym (1885)
- Cła opiekuńcze (1888)
- Stosunek wartości złota do srebra (1891)
- Stosunki monetarne w drugiej połowie XIX wieku (1894)
- Budżet i kredyt publiczny : roztrząsania finansowe i polityczne (1898)
- Polityka ekonomiczna 2 tomy Kraków (1905) (wspólnie z prof. Czerkawskim)
- Zagadnienia polityki narodowej  (1914)
- Elita społeczna (1913)[1]